# Lova (Campagna Lupia)
Lóva è una frazione italiana del comune veneto di Campagna Lupia, dalla quale dista circa 3,79 km. Sorge vicino alle valli della laguna di Venezia.

## Storia
Come testimoniato dal toponimo Lova (letteralmente Lupa), la località risale all'epoca romana, quando su questo territorio attraversato dalla via Popilia era insediata una colonia romana. Vi è stato rinvenuto un santuario attivo tra il II secolo a. C. e il I secolo d. C., ampio 30 metri per 45 metri, strutturato in almeno quattro edifici porticati intorno ad una corte centrale e sorto a ridosso di un sito preesistente di cultura paleoveneta, alle foci dell’antico Medoacus.  Lova si trovava sul decumano della centuriazione e fu sede di un'antichissima pieve, precedente all'invasione dei Longobardi del 568.
La località è citata nel testamento del doge Giustiniano Partecipazio dell'829, con cui furono donati alcuni terreni ai frati del monastero di San Servilio.
Nell'897 re Berengario donò Lova e tutta la Saccisica al vescovo di Padova, alla cui diocesi appartiene tuttora la cura delle anime.
Risale al 1148 un documento che attesta l'esistenza della corte di Campagna, che includeva anche Lova, governata da un Signore.
Nel maggio 1373 Lova, insieme a Campagna e Lugo, fu teatro di guerra tra veneziani e l'esercito padovano di Francesco da Carrara, alleato col re d'Ungheria. Dopo una prima sconfitta, Venezia massacrò gli avversari grazie all'arrivo di tremila soldati turchi. Le guerre tra Venezia e Padova continuarono fino al 1405, fino alla vittoria definitiva delle forze marciane: Lova passò così sotto la giurisdizione del podestà di Piove di Sacco.
Dopo lo scavo del canale Brentone iniziato nel 1488, seguito poi dal Taglio Novissimo, la zona di Lova divenne paludosa e malsana alla fine del XV secolo, tanto da costringere l'arciprete a traslocare nella chiesa di San Pietro Apostolo a Campagna.
Durante la dominazione austriaca successiva alla fine della Repubblica di Venezia, nel 1836 il fiume Brenta venne deviato, consentendo così di prosciugare la zona. Dopo il plebiscito del Veneto del 1866 e l'unione al Regno d'Italia, re Vittorio Emanuele II decretò il 21 luglio 1867 di modificare la denominazione del Comune di Campagna in Campagna Lupia (cioè Campagna di Lova).
Nel 1893 venne rinvenuta a Lova una barca risalente al Neolitico, oggi esposta Museo archeologico nazionale di Venezia. Ulteriori campagne di scavi archeologici hanno portato alla luce molti reperti, a testimonianza dell'antichità dell'insediamento.

## Cultura

### Istruzione

#### Scuole
- Scuola materna Maria Immacolata

### Musei
- Museo della laguna: contiene una collezione di oggetti usati nelle valli e animali, tra cui molti uccelli, imbalsamati.

## Monumenti e luoghi d'interesse
- Chiesa di Santa Giustina
- Idrovora: costruita tra il 1886 e il 1890, è chiamata Macchinon di Lova.